# ファシグ・ティプトン
ファシグ・ティプトン（Fasig-Tipton）は、アメリカ合衆国に拠点を構えるサラブレッド競走馬の競売（セリ市）業者。1898年創業の、北アメリカでも最古の競売業者としても知られる。

## 概要
現在のファシグ・ティプトンはケンタッキー州レキシントンを拠点として、この他にメリーランド州エルクトン、テキサス州グランドプライリー、ニューヨーク州サラトガ・スプリングズ、フロリダ州オカラなどに支社を展開している。
そのうちのひとつ、ファシグ・ティプトンのサラトガ支社はサラトガ競馬場から約400メートルのところにあり、そこで毎年8月に開催される特選イヤリングセール（1歳馬競り市）は世界的に有名な競り市のひとつである。この競り市には現在までに後の名馬が数多く出品され、近年ではニューヨーク州産馬セールにおいてファニーサイドが出たことでも知られている。
競りの会場には、競り客用の座席が多数設けられた特設パビリオンが用意されている。「プリファード・セール」の実施中以外は競りに参加しない一般来場者でも館内に入ることが可能で、特に地元ニューヨーク産馬のセール中においては地域的な色合いの強いイベントになる。

## 歴史
1898年にウィリアム・B・ファシグ（William B. Fasig）とエドワード・A・ティプトン（Edward A. Tipton）によって設立された会社である。当初の本拠地はニューヨーク市のマディソン・スクエア・ガーデンで、サラブレッドとスタンダードブレッドの競りを行っていた。
1903年にファシグが没すると、ティプトンはイノック・ジェームズ調教師（Enoch James）をパートナーに迎えた。ジェームズは従来の牝馬の名前がずらりとリストアップされていたカタログを取りやめ、新たに対象競走馬の直近の祖先たちの競走成績、および産駒成績を載せたカタログを用意した。この変革は反響を呼び、現在までこの書式が競り市カタログの見本となっている。また繁殖牝馬セールにおいては、全ての対象馬に健康状態と受胎状況の証明書を付けることを義務付けさせるという、それまでになかった取り組みも行われた。
1917年にケンタッキー州の競走馬生産者らの協力のもと、サラトガ・スプリングズにおいてのセールが始まった。以後も続くサラトガセールの始まりであり、創設翌年の1918年のセールにおいてはマンノウォーが出品されていた。
1937年、後のサラトガのセール会場名に名を残す競売人ハンフリー・S・フィニー（Humphrey S. Finney）が、サラトガセールにおいて初めて競売を行っている。フィニーは今日までのファシグ・ティプトンの競売人としての在り方を形成した人物で、後の1974年に綴った自叙伝『Fair Exchange（公正な取引）』には「競売会社に求められるものは馬についてよく知ることと、自分たちが売るものの価値を知ることである」とそれを述べている。
第二次世界大戦の戦中、ケンタッキー州など外部の生産者は自由に幼駒を移送させることができない状況下に置かれたため、サラトガのイヤリングセールは中止された。その代わりとして、1943年にファシグ・ティプトンはキーンランド競馬場の敷地を借りて、その中に建てられたテントで競り市を開催した。このセールでの出世頭は、フレッド・W・フーパー・ジュニアに10200ドルで購入された、後の1945年のケンタッキーダービー馬フープジュニアであった。
1952年、フィニーはフロリダ州のオーナーブリーダーであったジョー・オファーレル（Joe o'Farrell）の協力のもとで、ハイアリアパーク競馬場において初の2歳馬セールを開催した。後の1983年に会場をコールダー競馬場に移し、以来世界最大級の2歳馬セール市場として現在に至っている。現在はトレーニングセールとして、毎年2月末または3月初頭に開催されている。このセール出身の競走馬の代表格に、2001年のケンタッキーダービー優勝馬モナーコス、アメリカの二冠馬リズンスター、日本で活躍したクロフネなどがいる。
ケンタッキー州の競馬産業の本拠地レキシントンに本拠地を構えたのは、最初のケンタッキーセールからだいぶ後の1972年のことであった。移設後から年間を通してのセール開催予定が立つようになり、それぞれの季節のセールからジェニュインリスクやダンシングブレーヴなどの優秀な幼駒を販売し、成功を収めた。この他では、2007年のノベンバーセールにおいてベターザンオナーが1400万ドルという繁殖牝馬の競り価格としては史上最高額を記録したことも話題となった。
ファシグ・ティプトンは、2008年に筆頭株主であったジョン・ヘティンガーの協力のもとで、ドバイを拠点とするシナジーインベストメント社に買収され、社内外において改革がおこなわれている最中である。